# أرنب أنقرة

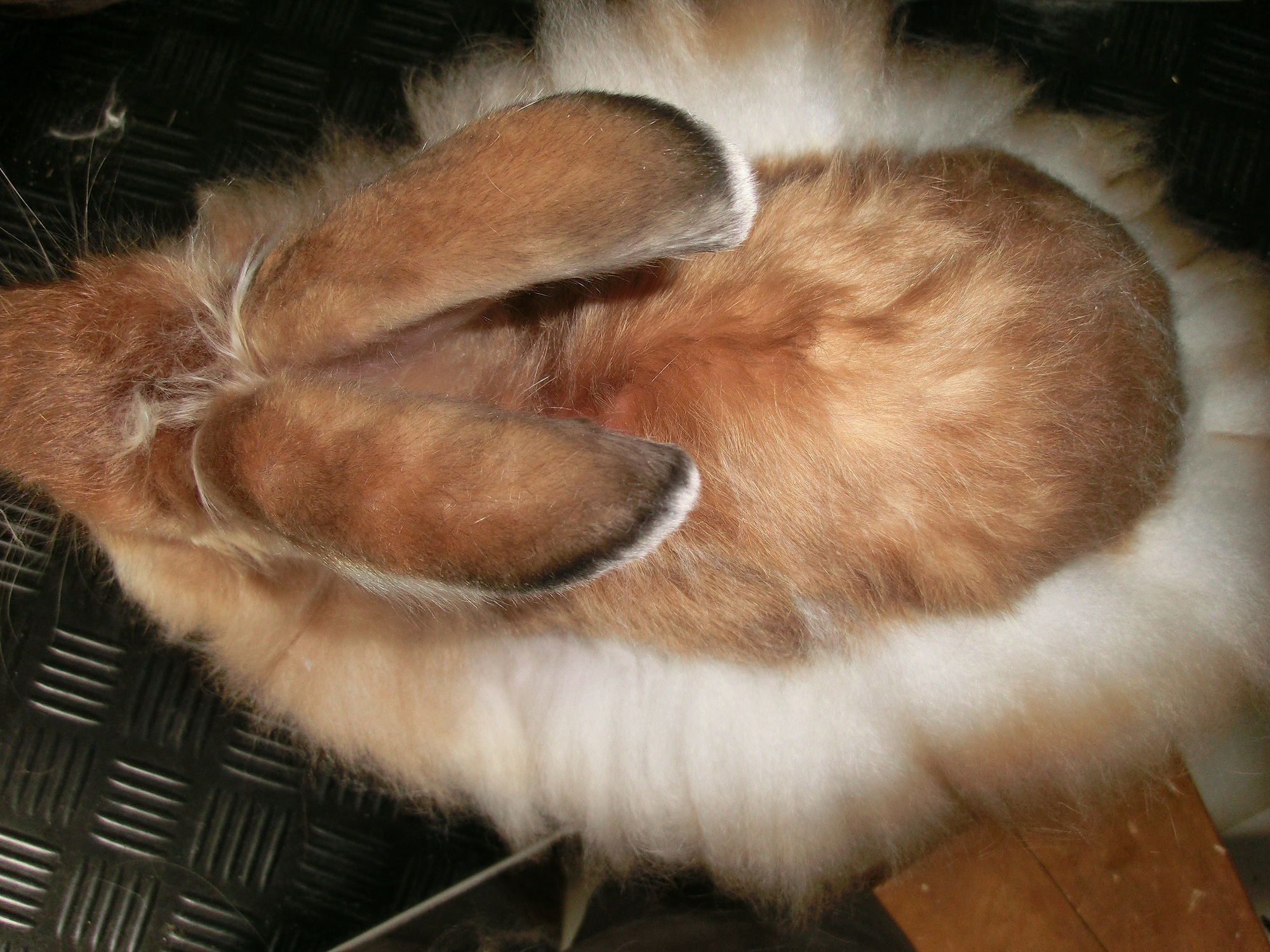
أرنب أنقرة من الساتان

أرنب أنقُرة أو أرنب أنقَرة أو أنغورة (بالتركية: Ankara tavşanı)، وهو أحد أقدم أنواع الأرانب المنزلية، يُربى للألياف الطويلة لثوبه، والمعروفة باسم صوف الأنغورة، والتي تُجمع بالقص أو التمشيط أو النتف. صوفها هو بديل مهم لأن الأرانب لا تمتلك نفس الصفات المسببة للحساسية مثل العديد من الحيوانات الأخرى،[بحاجة لمصدر]. ثمة ما لا يقل عن 11 سلالة مميزة من أرنب أنقرة، أربعة منها معترف بها حاليًا من قبل جمعية مربي الأرانب الأمريكية: أنواعها الإنجليزية والفرنسية والعملاقة والساتان. ومن أنواعها الأخرياتُ الألمانية والصينية والفنلندية واليابانية والكورية والروسية وسانت لوسيان والسويسرية.[بحاجة لمصدر] يوجد أرنب أنقرة بكثرة بسبب تكاثرها السريع فقد يصل عدد ولادتها في سنة إلى 6 ولادات.

## تاريخ
يُقال إن أرنب أنقرة نشأ في أنقرة (المعروفة تاريخيًا باسم أنغورة)، في تركيا حاليًا ومن المعروف أنها أُحضرت إلى فرنسا عام 1723. أصبح أرنب أنقرة حيوانًا أليفًا شائعًا لدى الملوك الفرنسيين في منتصف القرن الثامن عشر القرن، وانتشرت إلى أجزاء أخرياتٍ من أوروبا بحلول نهاية ذلك القرن. كانت الملابس المصنوعة من صوف أنغورة في الولايات المتحدة شائعة منذ أن وصل هذه الأرانب أول مرة في أوائل القرن العشرين. لكن خلال الحرب العالمية الثانية فقط توسع الإنتاج المحلي لتلبية الطلب بأكثر من 120 ألف جنيه إسترليني سنويًا. أثارت هذه الألياف الناعمة والقيمة الكثير من الاهتمام وسرعان ما أصبح الناس مفتونين بعملية الإنتاج.

## صوف الأنغورة والأرنب
تربى أرانب أنقرة من أجل صوفها الحريري الناعم أساسًا. يبلغ قطره من 14 إلى 16 ميكرونًا فقط، وهو يشبه الكشمير في النعومة والنعومة عند اللمس. سوف ينمو صوف أنرب أنقرة البالغ الذي يتمتع بصحة جيدة نحو 3 سم (1.2 بوصة) في الشهر. الحلاقة المنتظمة ضرورية لمنع الألياف من التلميع والتلبيد على الأرنب، ما يسبب عدم الراحة ويمكن أن يؤدي إلى الألم وحتى العدوى. يتم جز صوف الأنغورة (قطفه أو قصه) كل ثلاثة إلى أربعة أشهر على مدار العام. يجب مراقبة الثوب بعد 6 أشهر من إعادة نموه لأنه قد يميل إلى «الموت» ويسهل تآكله.
يمكن جمع صوف الأنغورة بشكل دوري عن طريق نتف الشعر يدويًا داخل الثوب الذي يسقط طبيعيًًا. بينما يُجز كاملًا عن طريق قص ثوب الأرنب بمقص يجلسُ الأرنب فوق القرص الدوار للمربية. يبدأ القص عادةً من الرأس وينتقل عبر الكتفين إلى الذيل. ثم ينقلب الأرنب ويقطع الجانب السفلي من الذيل إلى الذقن. يمكن قص ما بين 12 أونصة (340 جم) و 18 أونصة (510 جم) من الصوف من العملاقة.

## الصحة

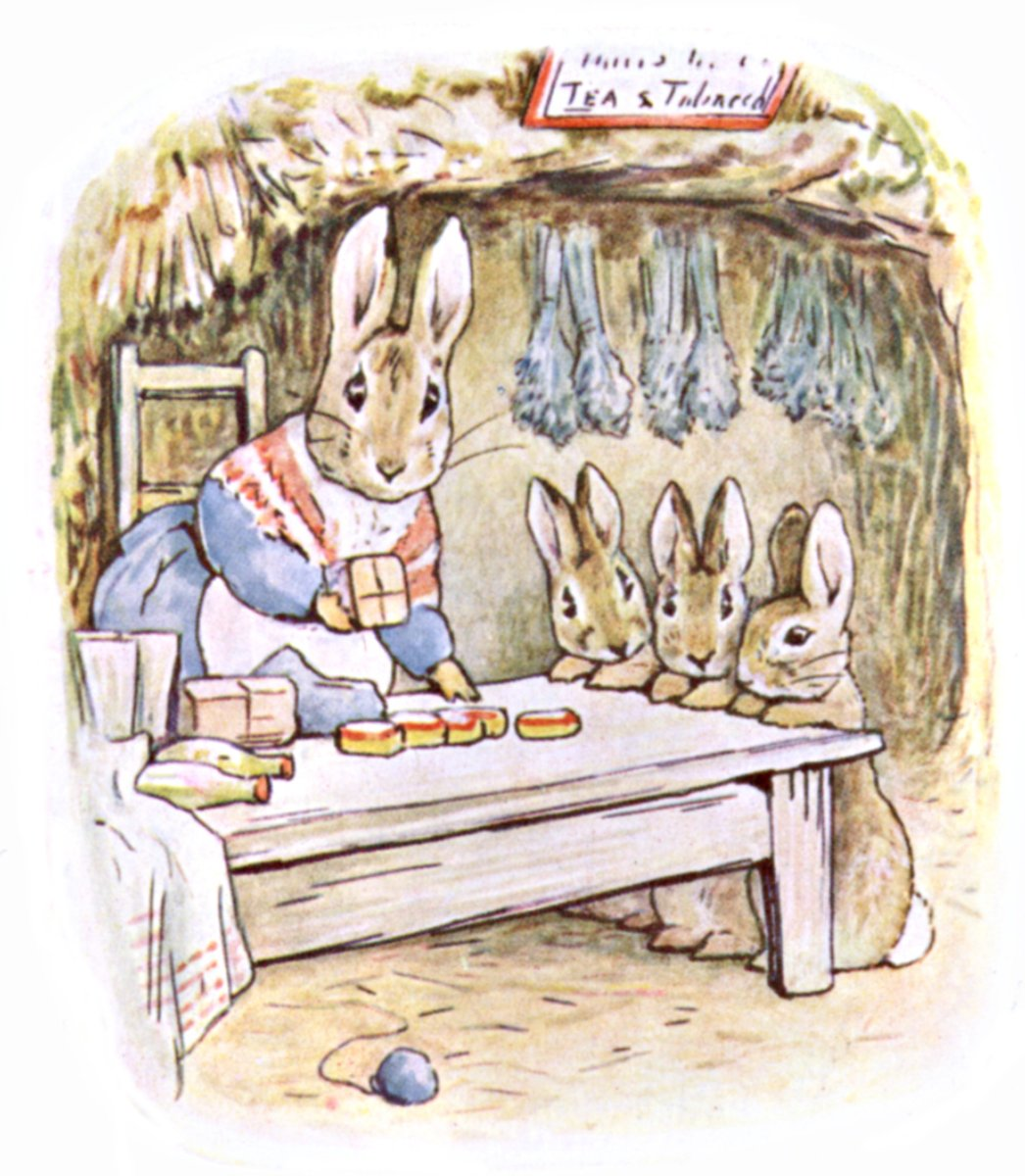
«كان يكسب عيشها من حياكة القفازات المصنوعة من صوف الأرانب والفطريات» النص الأصلي مع هذا الرسم التوضيحي من حكاية بنيامين باني بياتريكس بوتر (1904)

### كتلة الصوف

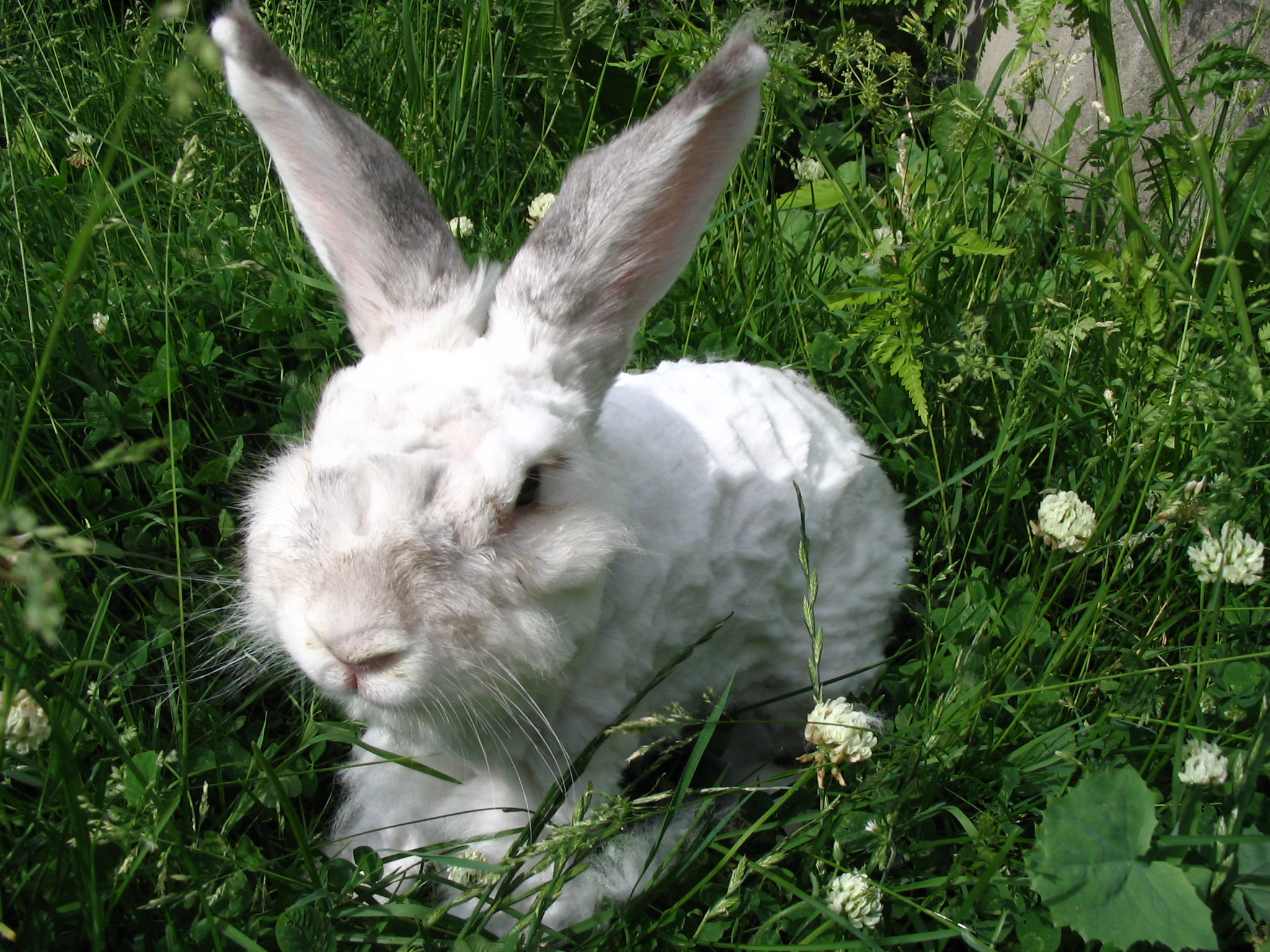
أرنب أنقرة مجزوز الفراء

نظرًا لطول شعرها وغزارته، فإن أرانب أنقرة معرضة بشكل خاص لكتلة الصوف، وهو انسداد مميت في الجهاز الهضمي. تبتلع جميع الأرانب بعضًا من صوفها عندما يعتنين بأنفسهم، لكن جهازهم الهضمي غير قادر على تمرير هذه المادة الغريبة. يزيد طول شعرها من خطر الانحشار الذي قد يؤدي إلى الوفاة. قص أو نتف صوف الأنغورة كل 90-120 يومًا ضروري لمنع كتلة الصوف.[بحاجة لمصدر]

### العث
الخيلتيلة النهومة هو طفيلي جلدي يوجد عادة في أرانب أنقرة. علامات الإصابة هي قشور البقع الجلدية وفقدان الفراء. تقلل عثة الصوف من إنتاج الألياف وتقشر قشور الجلد الناتجة عن جودة الألياف. يمكن معالجة عث الصوف بالإيفرمكتين أو بمسحوق الكرباريل.

## سلالات أرنب أنقرة

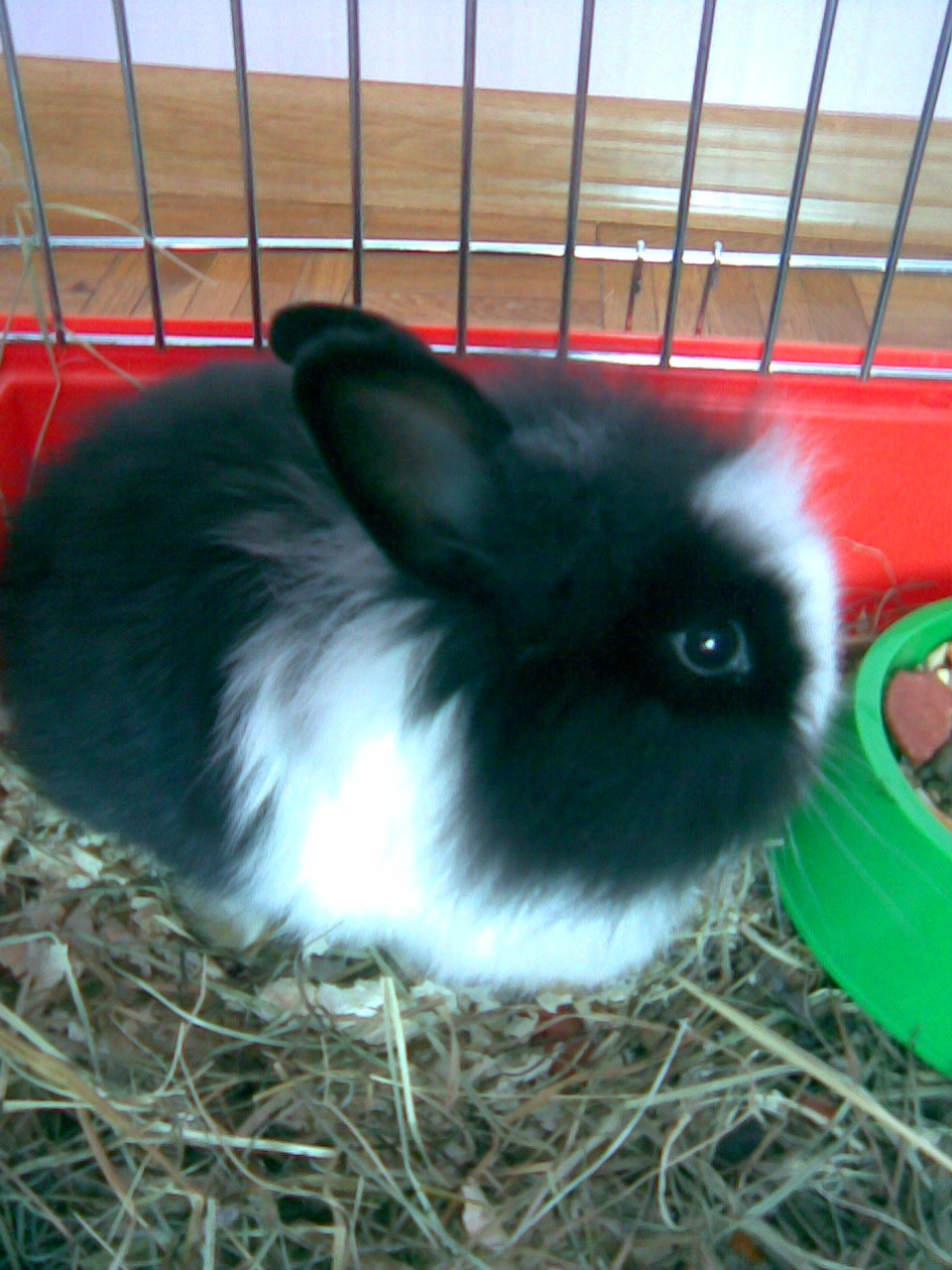
أرنب قزم يحمل جينات أرنب أنقرة

ثوب أرنب أنقرة الطويل الأيقوني ناتج عن جين أرنب يُشار إليه بالرمز l (أي الحرف الصغير "L"). هذا «جين الأنغورة» موجود في جميع سلالات أنقرة. واستخدم في بعض الأحيان في تطوير سلالات الأرانب الأخريات أو أصناف جديدة من السلالات الأخريات. سلالات «قزم صوفي» بما في ذلك أمريكي غامض لوب ورأس الأسد وجيرسي وولي تم التعرف عليها الآن في الولايات المتحدة من قبل جمعية مربي الأرانب الأمريكية. بلجيكا وفرنسا لديهما سلالات قزم وولي. هناك أيضًا سلالة صغيرة نادرة للإنجليزية في نيوزيلندا

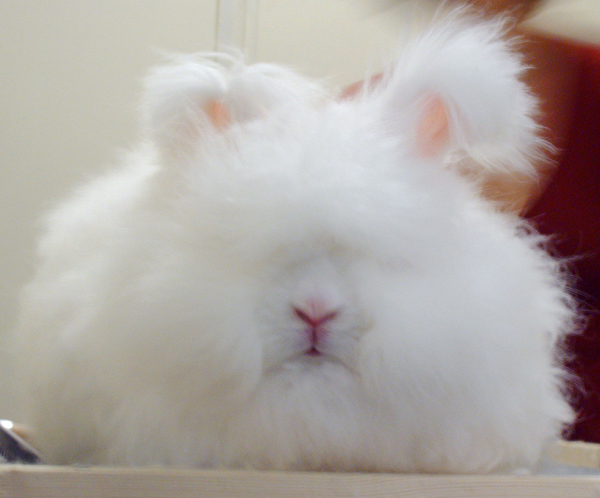
أرنب أنقرة الانجليزي عيون حمراء و معطف أبيض

### الإنجليزية
يراوح وزنها بين 2 و3.5 كغم
الأنواع حسب منظمة مربي الأرانب الأمريكية هي: أجوتي والممزوج والأبيض وذو العيون الحمراء والمظلل.
كان هناك نوع واحد من «أنقرة وولر» قبل عام 1039. وفي عام 1939 صنفته منظمة مربي الأرانب الأمريكية نوعًا إنجليزيًا ونوعًا آخر فرنسيًا. في عام 1944 فصلت الجمعية رسميا النوعين إلى سلالتين منفصلتين فرنسية وإنجليزية.
أرانب أنقرة مغطاة بالفرو وينمو الفرو فوق الوجه والأذنين عدا الأنف ومقدمة اليدين. هم بالعادة أرانب هادئة ولكنهم غير موصى بهم للملاك الذين لا يمشطون ويعتنون بفرائها. فرائها سميك ويحتاج أن يسرح مرتين أسبوعيا.
هاذ النوع هو أصغر الأنواع حجما وهو ويشيع حيوانًا أليفًا بسبب الشكل الذي يعطيه شكل الجراء أي الدببة الصغيرة التدي بير.إذا كان الفرو قطني يصعب مشطه فقد يشكل هذا تحديًا كبيرًا للملاك قليلي الخبرة أو المبتدئين.
بإمكان الإنجليزي تنسليه لينتج ألوان متعددة مثل الأبيض مع نقط سوداء وقد ينتج هذا عيوب مخالفة لمنظمة المربين الأمريكيين أو عند مشاركة الأرنب في مسابقات الجمال. يشترط عند مشاركة هاذ النوع أن يكون لون الأظافر واحد ومتناسق والأذنين معقوفة ومنحنية بنهايتها لتغطي الوجه والعينين. وهو النوع الوحيد الذي لديه فراء وشعر يغطي عيونه.

### الفرنسية

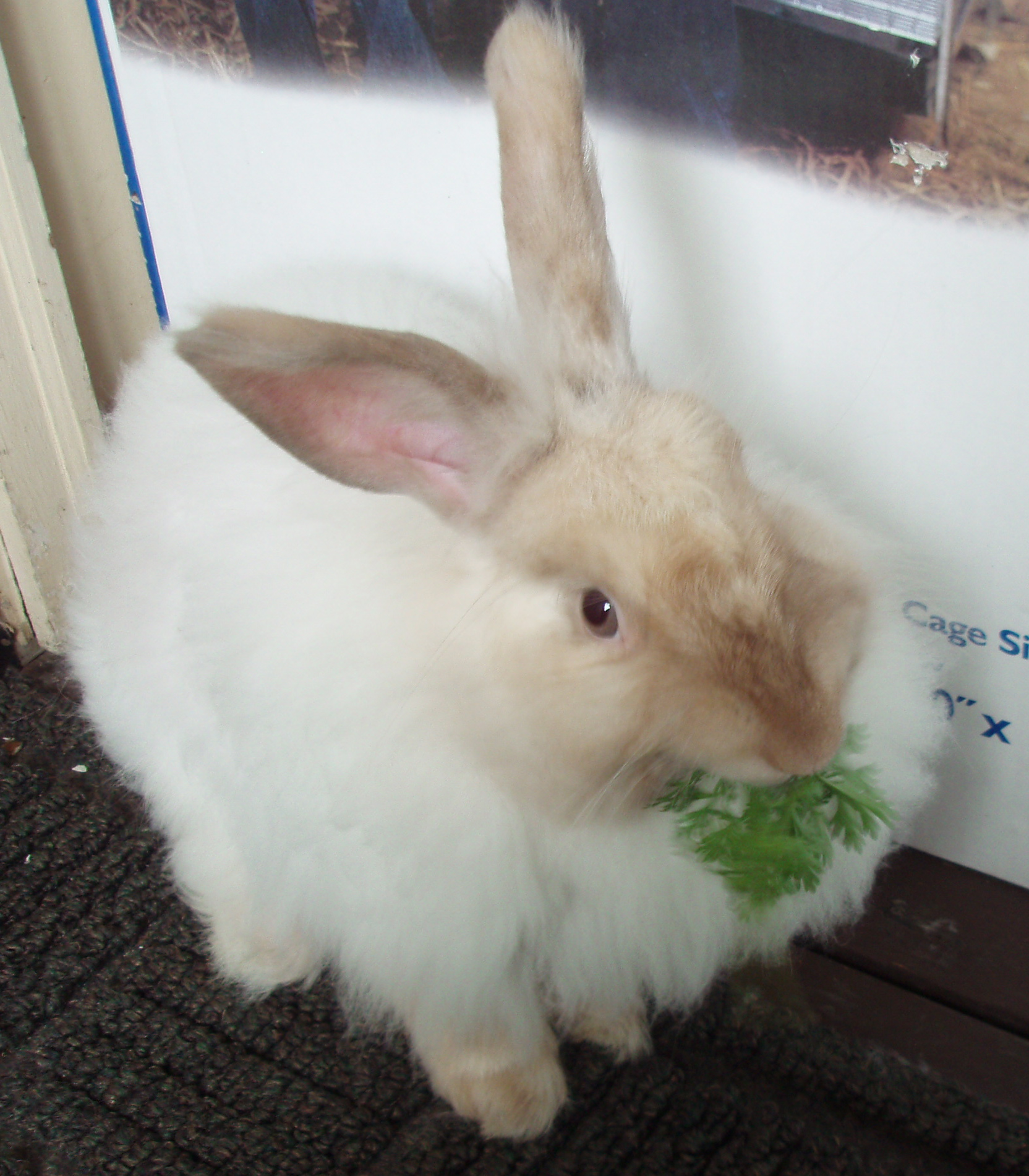
أرنب أنقرة الفرنسي لؤلوي

يراوح وزنه 3.5 إلى 4.5 كجم (7.7-9.9 أرطال). الأصناف معترف بها من جمعية مربي الأرانب الأمريكية: أجوتي والممزوج والأبيض والمظلل والمجعد ز ذو الخط العريض.
هذا الصنف لديه طبقة تحتية كثيفة. إذا كان الفرو سليمًا فإنه يتطلب تعهدًا أقل من سلالات أرنب أنقرة الأخريات. يُسمح باستخدام خصلات الأذن الصغيرة ولكن لا يفضلها المربون عادةً. تتعرف الجمعية على نفس الألوان كما هو الحال مع أرنب أنقرة الإنجليزي. تُرض في عروض ARBA باستخدام النوعين «الأبيض» و «الملون». يجب أن تكون أظافر القدم أيضًا بلون واحد فقط كما هو الحال مع الأرانب الأخريات التي يظهرها ARBA.
أرنب أنقرة الفرنسي واحد من سلالات أرنب أنقرة الكبيرة التي يراوح وزنها بين 7.5 إلى 10 أرطال، ذات نوع جسم تجاري. إنه يختلف عن الإنجليزي والعملاق والألماني من حيث أنه يمتلك وجهًا أمعط (خالٍ من الشعر) وأيد ذات خصل بسيطة فقط على الأرجل الخلفية. يُحدد لون الفرنسي من خلال لون رأسها وقدميها وذيلها (جميعها بنفس اللون). هذه المجموعة المتنوعة من ألياف الأنغورة لها ملمس ناعم حريري. قد يجد المربون المبتدئون صعوبة في صوف الأنغورة. تشمل الخصائص المرغوبة للألياف قوامها ودفئها وخفة وزنها ولونها الأبيض النقي. يتم استخدامه للسترات الصوفية والقفازات وملابس الأطفال والقبعات.